# Jean Failler
Jean Failler (Quimper, 26 febbraio 1940) è uno scrittore francese, conosciuto per aver scritto una quarantina di romanzi gialli ambientati in Bretagna, aventi per protagonista il personaggio di Mary Lester.

## Biografia
Nasce da una famiglia di lavoratori, il padre carpentiere e la madre lavandaia. Dopo aver ottenuto il diploma di contabile a 17 anni lavora come impiegato postale e poi in un'assicurazione, prima di svolgere il servizio militare nella marina in Algeria.
Si indirizza alla scrittura dopo aver vinto il concorso nazionale di Metz con un testo teatrale nel 1983. In seguito scrive altri testi teatrali prima di pubblicare il suo primo romanzo storico nel 1992, L'ombre du Vétéran.
Nel 1992 pubblica il primo romanzo che ha per protagonista l'ispettrice di polizia Mary Lester. Nel 1998, la protagonista Mary Lester viene portata sugli schermi televisivi di France 3 con una riduzione del romanzo Marée blanche. La buona accoglienza del pubblico fece propendere la produzione a realizzare una intera serie. La scelta degli sceneggiatori di intervenire pesantemente nella trama dei racconti hanno spinto l'autore a rinunciare a proseguire nell'esperienza dopo solo sette episodi. Uno dei racconti della serie, I diamanti dell'Arciduca, è stato adattato in una versione a fumetti, disegnata da Olivier Bron.
Tra le sue opere anche una serie di romanzi d'avventura per ragazzi con protagonisti Filosec e Biscoto.

## Opere

### Serie Mary Lester
(Ogni romanzo è ambientato in una città o in una provincia bretone, riportata di seguito dopo il titolo originario)
1. Omicidio a Lorient (Les bruines de Lanester - Lanester), 1992
2. I diamanti dell'Arciduca (Les diamants de l'Archiduc - Quimper), 1993
3. Morte allo stagno (La mort au bord de l'étang - Landudec), 1993
4. Marea bianca (Marée blanche - Concarneau), 1994
5. Il castello scarlatto (Le manoir écarlate - Castello di Trévarez), 1994
6. I quattro cadaveri (Boucaille sur Douarnenez - Douarnenez), 1995
7. L'uomo dalle dita blu (L'Homme aux doigts bleus - La Baule), 1995
8. La città dei mastini (Cité des dogues - Saint-Malo), 1996
9. Il battello rubato (On a volé la Belle Étoile - Camaret-sur-Mer), 1996
10. Morte del piccolo giudice (Brume sous le grand pont - Saint-Nazaire), 1997
11. Morte di una befana (Mort d'une rombière - Île-Tudy), 1997
12. La nave infernale (Aller simple pour l'enfer - Lorient), 1998
13. Roulette russa per Mary Lester (Roulette russe pour Mary Lester - Saint-Quay-Portrieux), 1998
14. All'alba del terzo giorno (À l'aube du troisième jour - Carhaix), 1999
15. Il fiume della morte (Les gens de la rivière - Quimper), 1999
16. Bouquet per una povera diavola (La bougresse - Montagnes Noires), 2000
17. La régate du Saint-Philibert (La Trinité-sur-Mer), 2000
18. Il caso dell'eredità Duchien (Le testament Duchien - Huelgoat), 2001
19. Il tesoro sommerso (L'Or du Louvre - Isole Glenan), 2001
20. Forze oscure (Forces noires - Rennes), 2002
21. Mary Lester e i delitti dello spillone (Couleur canari - Nantes), 2003
22. Le Renard des grèves - volume 1 - Kerlaouen-Finistere), 2003
23. Le Renard des grèves - volume 2 - Kerlaouen-Finistere), 2003
24. Mary Lester e l'assassinio pieno di errori (Les Fautes de Lammé-Bouret - Pont-Aven), 2004
25. La variée était en noir (La Brière), 2004
26. Rien qu'une histoire d'Amour (La Ria-d'Étel), 2005
27. Ça ira mieux demain (Cap Sizun), 2005
28. Bouboule est mort (Saint-Brieuc), 2006
29. Le Passager de la Toussaint (Brest), 2006
30. Te souviens-tu de Souliko'o ? - volume 1 (Nord-Finistère), 2007
31. Te souviens-tu de Souliko'o ? - volume 2 (Nord-Finistère), 2007
32. Sans verser de larmes (Nord - Finistère), 2008
33. Il vous suffira de mourir (volume 1) - Motel des forges (Lac de Guerlédan), 2009
34. Il vous suffira de mourir (volume 2) - Le Brâme du cerf (Lac de Guerlédan), 2009
35. Casa del Amor (Noirmoutier), 2010
36. Le 3e œil du professeur Margerie (Quimper), 2011
37. Villa des Quatre Vents (volume 1) (Nord-Finistère), 2012
38. Villa des Quatre Vents (volume 2) (Région Parisienne), 2012
39. Le Visiteur du vendredi (Morbihan), 2013
40. La Croix des veuves (volume 1 - Paimpol), 2014
41. La Croix des veuves (volume 2 - Paimpol), 2014
42. État de siège pour Mary Lester (volume 1), 2015
43. État de siège pour Mary Lester (volume 2), 2015
44. Avis de gros temps pour Mary Lester - Parigi), 2016
45. Les mécomptes du capitaine Fortin, 2016

Le opere originarie in francese sono state pubblicate prima da Editions Alain Bargain e in seguito dalle Éditions du Palémon. In Italia tutti i volumi sono usciti a cura di Robin Edizioni.

### Romanzi storici
- L'ombre du "Vétéran" (1992)
- La fontenelle, Seigneur de l'île Tristan (1992)
- Mammig, T1: Les temps héroïques (2009)
- Mammig, T2: Le temps des Malamoks (2010)
- Mammig, T3: Pêcheurs de haute mer (2011)

### Serie Filosec e Biscoto
- Les Naufragés de l'île sans nom (1998)
- Le Manoir des hommes perdus (2003)
- Les passagers du Sirocco - vol. 1 - Le Jardin des simples (2003)
- Les passagers du Sirocco - vol. 2 - Dans les griffes du docteur Cha (2003)
- Monnaie de singe (con Jean-Luc Le Pogam) ( (2004)